# Arbetsmarknadsutbildning i Sverige
Arbetsmarknadsutbildning i Sverige kan vara förberedande eller yrkesinriktad.
Utbildningarna ordnas av Arbetsförmedlingen som då beställer denna av en utförare, som ett utbildningsföretag eller en kommunal uppdragsverksamhet. Vanlig utbildningstid för arbetsmarknadsutbildning är upp till sex månader. Utbildningen är kostnadsfri och aktivitetsstöd kan betalas ut av Försäkringskassan. 

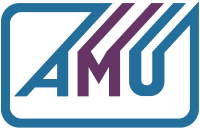

## Den yrkesinriktade arbetsmarknadsutbildningen (AMU)
Den yrkesinriktade arbetsmarknadsutbildningen är en central del av den aktiva arbetsmarknadspolitiken. Programmet är det enda som har funnits sedan Arbetsförmedlingen (tidigare Arbetsmarknadsstyrelsen, Ams) grundades och tillhör i dagsläget en av fyra huvudsakliga typer av insatser som erbjuds arbetssökande. Omfattningen av utbildningen har varierat mellan åren. Utbildningens syfte är att förbättra deltagarnas möjligheter att få ett arbete och arbetsgivarnas behov av kvalificerad arbetskraft . En utbildning pågår ofta i upp till sex månader, men kan vara längre. Under 2000-talets första har utbildningar inom vård och omsorg, tillverkning/hantverk, maskinoperatörsarbete samt transport haft flest deltagare. Under 1999– 2006 deltog strax över 200 000 personer deltog någon gång i en yrkesinriktad arbetsmarknadsutbildning. 
Arbetsförmedlingen upphandlar arbetsmarknadsutbildningarna. Under åren 2008–2011 anordnade privata företag 60 procent av de yrkesinriktade utbildningarna medan det statliga bolaget Lernia stod för 30 procent. Resterande 10 procent anordnades av bland annat kommuner, folkhögskolor och högskolor.  Arbetsmarknadsutbildning det i särklass dyraste arbetsmarknadspolitiska programmet. Under år 2008 beräknades kostnaden till drygt 70 000 kronor per deltagare, men det varierar mellan olika utbildningsinriktningar, el-utbildningen är dyrast och vårdutbildningar betydligt billigare. Arbetsmarknadsutbildningar är betydligt dyrare än jämförbara kommunala utbildningar inom Yrkesvux, både räknat som kostnad per deltagare och kostnad per deltagarvecka.

## Effekter av yrkesinriktad arbetsmarknadsutbildning
Under 1980-talet var effekterna av arbetsmarknadsutbildningar goda, deltagarnas sysselsättning och inkomster gick upp. Men under 1990-talet avtog effekterna. Anledningarna tros vara att yrkesinriktad arbetsmarknadsutbildning användes mycket i det tidiga 1990-talets stora kris, en period då det var svårt att veta vilka yrken som skulle komma att efterfrågas. Dessutom berättigade utbildningen till en ny period i a-kassan, vilket gjorde att det ifrågasatts om de som deltog i utbildningen verkligen var motiverade att verkligen arbeta inom yrket. Under 2000-talets första decennium har effekterna av arbetsmarknadsutbildningen varit blandade, de första åren var effekterna positiva, för att sedan falla igen. Effekten tycks variera en del mellan grupper. Det tycks till exempel som om den yrkesinriktade arbetsmarknadsutbildningen ökat sysselsättningen för arbetssökande med funktionsnedsättning som medför nedsatt arbetsförmåga, särskilt för dem som påbörjade utbildningen 2003-2006. Effekten av arbetsmarknadsutbildningarna har avtagit från år 2007, då färre deltagare blev sysselsatta och fler stannade kvar hos Arbetsförmedlingen. Utbildningen ledde dock fortfarande till högre sysselsättning efter två år för personer som deltagit jämfört med liknande individer som inte deltagit i en utbildning. Det finns tecken på att arbetsmarknadsutbildning leder till bättre hälsa för deltagarna.